# Starbuck (película)
Starbuck es una película cómica canadiense de 2011 dirigida por Ken Scott y escrita por Martin Petit.
El título del film hace referencia a una vaca Holstein de nombre Hanoverhill Starbuck, conocida por haber tenido una progenie de centenar de miles de su especie entre los años 80 y 90 vía inseminación artificial.

## Trasfondo
El argumento principal está inspirado en la revelación sobre un donante de esperma anónimo que pudo haber tenido cerca de 150 hijos biológicos.

## Argumento
El film empieza en 1988, donde David Wozniak (Patrick Huard) acude a una cita en un banco de semen con el objetivo de donar. Veintitrés años después, es un desventurado repartidor de carne del negocio familiar y con una deuda de 80.000 dólares que es incapaz de saldar siendo objetivo de represalias por parte de dos matones. Su novia Valérie (Julie LeBreton) espera un hijo a la par que su pareja acepte tener una vida responsable. Un día, se le presenta en casa un abogado representante del banco de esperma que le informa ser el padre biológico de 533 jóvenes, de los cuales 142 han iniciado una demanda colectiva para forzar al centro clínico que revele la identidad del donante anónimo que se esconde bajo el alias de "Starbuck".
Uno de los amigos de David y abogado (Antoine Bertrand) de profesión se ofrece para ayudarle a defender su derecho al anonimato. Mientras se inicia el proceso judicial, este, con los archivos de los demandantes decide conocer el día a día de cada uno de ellos, entre los que se encuentra un niño con discapacidad física residente en una institución clínica. El conocerles le anima a madurar por vez primera y decide identificarse en el juzgado como el padre de cada uno de ellos. No obstante, el padre de este (Igor Ovadis) sufre una agresión por parte de los sicarios y a pesar de su postura inicial decide demandar al banco de esperma para saldar la deuda con la indemnización y así librarse de ellos. El juez falla a favor de Wozniak y la clínica se ve obligada a indemnizar a este con 200.000 dólares por daños y perjuicios para decepción de los jóvenes clientes.
Sin embargo, David se arrepiente de su acción y le confiesa a su abogado que aún tiene intención de darse a conocer a pesar de que su amigo le comenta que de hacerlo tendría que devolver la indemnización. Consciente de la madurez de su hijo, su padre le cede parte de las ganancias del negocio familiar para saldar todas sus deudas y ayudarle en su propósito. 
Sin más tardar, David envía varios e-mails a los medios de comunicación en la que se identifica como "Starbuck". Mientras en el hospital, Valérie da a luz a su primer hijo y le pide matrimonio como paso para ser un padre. Junto a él, sus otros 147 hijos acuden al hospital para conocer a su "nuevo hermanito" aparte de felicitar a su padre.

## Reparto
- Patrick Huard es David Wozniak/Starbuck.
- Antoine Bertrand es Abogado de David.
- Julie LeBreton es Valérie.
- Igor Ovadis es Padre de David.[2]
- Dominic Philie es Hermano antipático de David.
- Marc Bélanger es Paul Wozniak/Hermano amable de David.
- David Michaël es Antoine.
- Patrick Martin es Étienne.
- David Giguère es Portavoz de los descendientes.
- Sarah-Jeanne Labrosse es Julie.

## Recepción
La premier tuvo lugar los días 14 y 15 de septiembre de 2011 en el TIFF de Toronto, dónde fue nominada a un People Choice Award. Ese mismo año fue seleccionada en el VIFF de Vancouver en la categoría "Película Popular Canadiense".

### Crítica
Chris Knight, crítico de National Post escribió una reseña favorable en la que calificó el filme de "destello entretenido" basado en una "premisa ridícula". Sobre el guion de Petit y Scott afirmó que "hicieron del personaje haragán de Huard, un trabajo sencillo como quitarle un caramelo a un niño".
Por el contrario, Peter Bradshaw de The Guardian fue más crítico y definió la película de "estúpido melodrama" que "pierde casi todo el encanto de la vida real" En su crítica puntuó el film con una nota de 2,5 de 5 estrellas.

### Taquilla
De producción quebequesa, fue la película más taquillera del año en los cines de la provincia canadiense con 3.399.338 dólares. A nivel internacional recaudó 6.320.093 dólares.